# Empire, Ohio
Empire là một làng thuộc quận Jefferson, tiểu bang Ohio, Hoa Kỳ. Năm 2010, dân số của làng này là 299 người.

## Lịch sử
Empire từng được biết đến với nhiều tên gọi khác nhau trong suốt nhiều năm như Shanghai, McCoy's Station, Olive City, và Empire.  Một bưu điện với tên gọi Empire đã đi vào hoạt động vào năm 1886. Empire đựoc hợp nhất thành 1 làng vào năm 1897.

## Dân số
- Dân số năm 2000: 300 người.
- Dân số năm 2010: 299 người.